# Kuligów (Warszawa)
Kuligów – osiedle w Warszawie, położone przy Wale Miedzeszyńskim.